# Brug 1110
Brug 1110 is een bouwkundig kunstwerk in Amsterdam-Zuidoost.
Deze verkeersbrug werd gelegd over een afwateringstocht die in de Bijlmermeer de D-buurt van de F-buurt scheidt. Over diezelfde afwateringstocht liggen ook bruggen 1107, 1108 en 1109; die drie zijn voor langzaam verkeer (fietsers en voetgangers). 
Dirk Sterenberg werkend voor de Dienst der Publieke Werken ontwierp een brug die een verbinding legde tussen het Strandvlietpad en die F-buurt. De brug was alleen bedoeld voor voetgangers en fietsers, want ten zuiden van de brug was alleen een groenstrook. Bij de sanering van dit stuk Bijlmermeer werd de groenstrook rond 2003 opgeofferd voor de nieuwbouw van eengezinswoningen aan de nieuwe Raphael Lemkinstraat. 
Sterenberg schreef een betonnen brug voor op een betonnen fundering; de brug heeft iele metalen leuningen. Opvallend zijn de “gaten” in de borstweringen, gelijk aan bruggen 1107, 1108 en 1109. Tevens is er gelijkenis in de plaats van het brugnummerplaatje; niet op de overspanning maar aan de leuning.

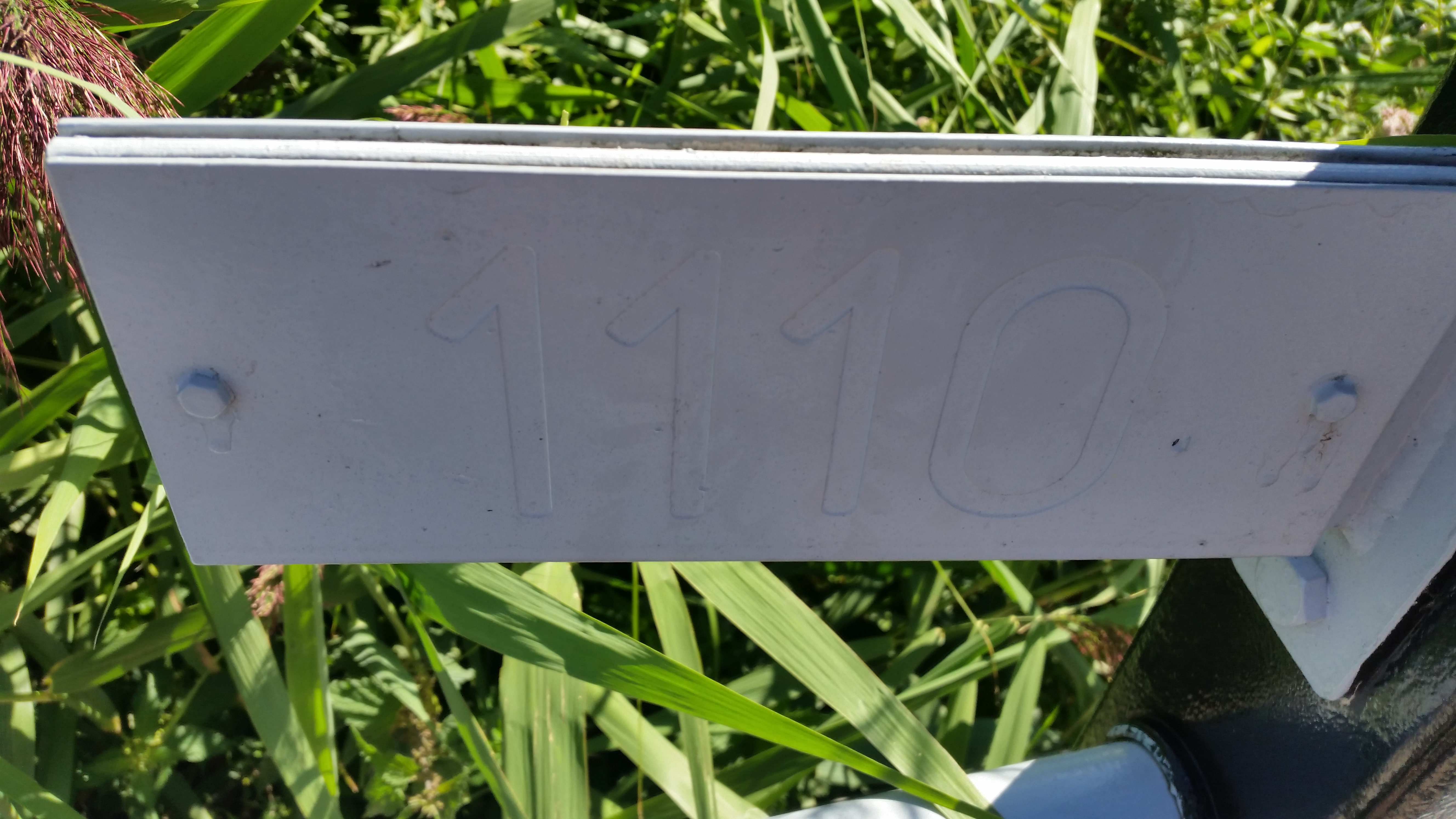
Brugnummerplaatje (augustus 2020)

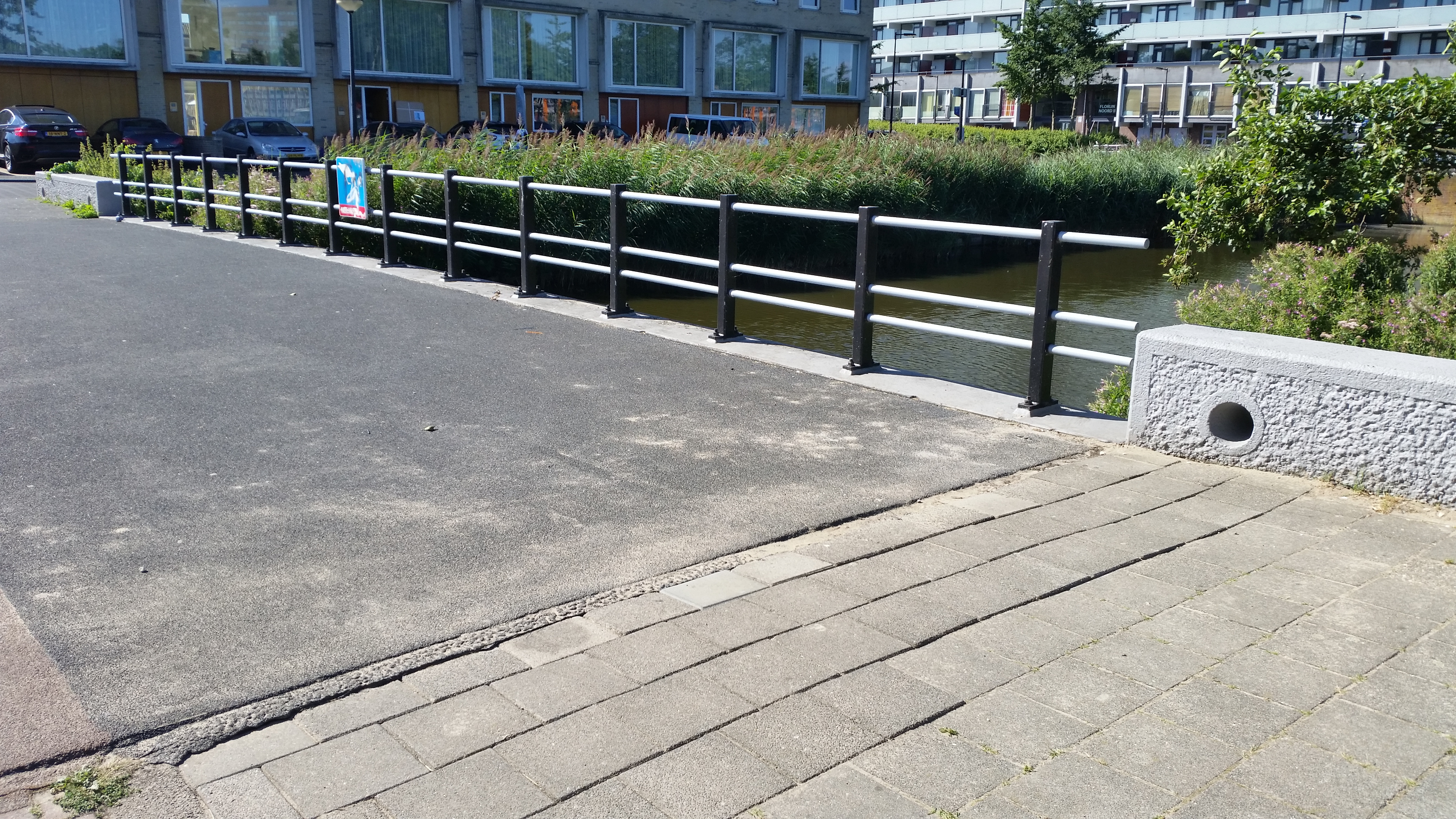
Leuning en borstwerend; in het midden een bord Verboden te voeren (augustus 2020)

<<< · 1100 · 1101 · 1107 · 1008 · 1009 · 1110 · 1111 · 1119 · 1121 · 1122 · 1123 · 1124 · 1125 · 1126 · 1127 · 1128 · 1129 · 1130 · 1131 · 1132 · 1133 · 1134 · 1135 · 1139 · 1140 · 1141 · 1142 · 1143 · 1144 · 1145 · 1146 · 1148 · 1149 · 1150 · 1151 · 1152 · 1153 · 1154 · 1155 · 1156 · 1157 · 1159 · 1162 · 1163 · 1164 · 1165 · 1167 · 1170 · 1171 · 1172 · 1173 · 1174 · 1175 · 1176 · 1177 · 1179 · 1180 · 1181 · 1182 · 1183 · 1184 · 1186 · 1187 · 1188 · 1189 · 1190 · 1191 · 1192 · 1193 · 1194 · 1195 · 1196 · 1197 · 1198 · 1199 · >>>
Brugnummers 1102-1106 (gesloopt), 1112-1118 (gesloopt), 1120, 1136-1138, 1145, 1147, 1158 (onbekend), 1160, 1161, 1166, 1168, 1169, 1178 en 1185 (voetbrug Bijlmerweide bouw 1970, sloop 2015) zijn niet (meer) vergeven.